# Урвич (природна забележителност)
Вижте пояснителната страница за други значения на Урвич.
Урвич е природна забележителност в България с площ 56,4 хектара. Намира се край крепостта Урвич, район Панчарево, Столична община. Обявена е като защитена местност на 25 май 1971 г., с цел запазване територия с характерен ландшафт, представляваща съчетание от гори и скални образувания по поречието на река Искър. Прекатегоризирана е в природна забележителност на 18 август 2003 г.
В природната забележителност се забраняват:
- Забранява се провеждането на сечи, освен санитарни и ландшафтни с оглед подобряване санитарното и ландшафтно състояние на обектите.
- Забранява се пашата на домашния добитък през всяко време.
- Забранява се откриване на кариери, къртене на камъни, вадене на пясък, изхвърляне на сгурия и други промишлени отпадъци, както и всякакви други действия, чрез които се нарушава или загрозява природната обстановка около тях[1].